# Lipót Fejér
Lipót Fejér, adaptado para português Leopoldo Fejér (Pécs, 9 de fevereiro de 1880 — Budapeste, 15 de outubro de 1959), foi um matemático húngaro. De seu verdadeiro nome Leopold Weiss, optou, em 1900, pelo nome húngaro "Féjer".
Estudou matemática e ciências físicas nas cidades de Budapeste e Berlim. Tornou-se professor e ocupou o cargo de presidente no departamento de matemática na Universidade de Budapeste, desde 1911 até ao ano da sua morte. Os seus estudos e pesquisas centraram-se na análise harmónica e em particular, séries de Fourier.

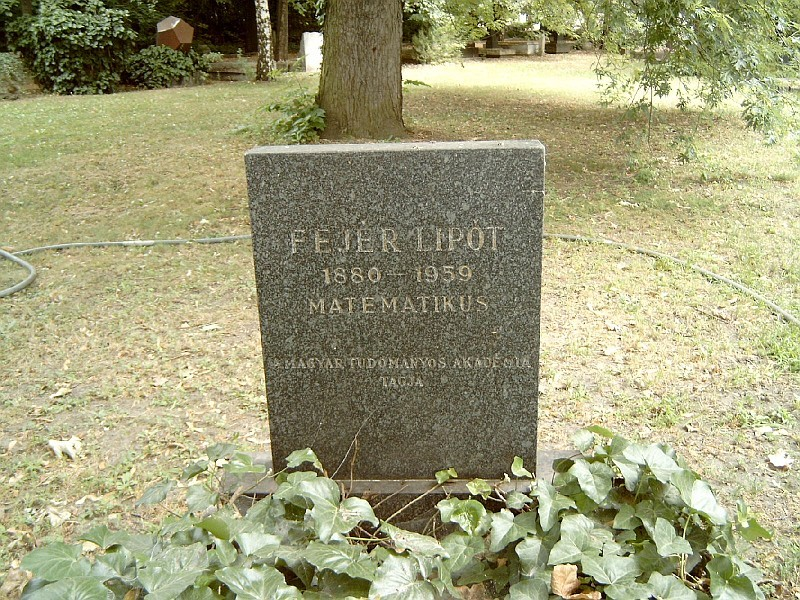
Sepultura no Cemitério de Kerepesi

Foi sepultado no Cemitério de Kerepesi, Budapeste.